# سيندي راميريز
سيندي راميريز (15 ديسمبر 1989 بكالي في كولومبيا - ) (بالإسبانية: Cindy Ramírez)‏ هي لاعبة كرة طائرة كولومبية.